# Katanagatari
Katanagatari (刀語 (Đao Ngữ)) là loạt light novel do Nisio Isin sáng tác và Take minh họa. Kodansha đã xuất bản loạt tiểu thuyết này thẳng thành các tập dưới nhãn Kodansha Box từ tháng 1 đến tháng 12 năm 2007 chứ không đăng trên tạp chí. Cốt truyện xoay quanh Shichika Yasuri - trưởng môn đời thứ bảy của trường kiếm thuật Kyotou, một trường kiếm thuật... Không sử dụng kiếm, sống tại đảo Fushou, lấy bối cảnh là Nhật Bản thời Edo, sau khi nhận được lệnh của Togame, nữ chỉ huy samurai, Shichika đã lên đường cùng cô đi tìm 12 thanh kiếm báu do nhà rèn kiếm huyền thoại Kiki Shikizaki tạo ra. Mỗi thanh kiếm có sức mạnh riêng và Shichika sẽ thi đấu với chủ nhân hiện tại của các thanh kiếm này để lấy được chúng.
White Fox đã thực hiện chuyển thể anime của tiểu thuyết và phát sóng tại Nhật Bản từ ngày 25 tháng 1 đến ngày 11 tháng 12 năm 2010 với lịch chiếu là mỗi tháng một tập.

## Tổng quan

### Sơ lược cốt truyện
Katanagatari là câu chuyện về Shichika Yasuri, một kiếm sĩ chiến đấu mà không cần thanh kiếm (kyotouryuu, hư đao vô phái), và Togame, một chiến lược gia trẻ đầy tham vọng tìm cách thu thập 12 thanh kiếm huyền thoại cho Mạc phủ. Shichika là con trai của một anh hùng chiến tranh lưu vong và là trưởng môn đời thứ bảy của môn phái Kyotouryuu sống trên đảo Fushou bị cô lập với chị gái Nanami. Togame tìm kiếm cậu vì phong cách chiến đấu tay không của cậu có nghĩa là cậu sẽ không bị tha hóa bởi sức mạnh của những thanh kiếm. Togame, người đã bị phản bội trước đó, đã thuyết phục Shichika đồng hành cùng cô trong một nhiệm vụ tìm kiếm Bảo kiếm. Họ bắt đầu cuộc hành trình cùng nhau trên khắp Nhật Bản thời Edo để thu thập Bảo kiếm trong tay những kẻ thù đáng gờm.

### 12 Bảo đao
Trọng tâm chính của câu chuyện là tập hợp mười hai vũ khí riêng biệt được chế tạo bởi Shikizaki Kiki, một kiếm sĩ ẩn dật. Những thanh kiếm do ông chế tạo đã được phổ biến rộng rãi trong cuộc chiến vừa qua, nhưng chỉ có mười hai trong số một ngàn thanh kiếm ông ta tạo ra xứng với tên gọi ''Bảo đao'' bởi vì chúng được đồn đại là được chế tạo đặc biệt thông qua thuật giả kim, huyền bí và các phương tiện thần bí khác. Mặc dù chúng được cho là "katana", không phải tất cả chúng đều là kiếm, nhưng chúng có một tính năng hoặc khả năng đặc biệt và tồn tại dưới nhiều hình thức khác nhau, chẳng hạn như một bộ áo giáp, dao găm và một cặp súng. Cũng có tin đồn rằng những người cầm chúng dễ bị nhiễm "độc" và sẽ tìm mọi cách để giữ vũ khí cho riêng mình. Về sau, bí mật được hé lộ rằng Shikizaki đang tìm cách tạo ra Bảo kiếm cuối cùng, thực tế chính là phong cách chiến đấu Kyotōryū tay không của gia đình Yasuri và được thực hiện trong cuộc hành trình của Shichika.
Tuyệt đao Kanna (絶刀「鉋」 (Tuyệt đao "Bào") Zettō Kanna)
Bảo đao đầu tiên được Shichika và Togame lấy từ Maniwa Koumori. Bảo đao thẳng không giống như hầu hết các thanh katana, và nó là Bảo đao cứng nhất với khả năng không bao giờ bị gãy hoặc uốn cong. Chuôi được trang trí gọn gàng với thiết kế hoa mận. Bảo đao này dựa trên Dōtanuki ngoài đời thực.
Trảm đao Namakura (斬刀「鈍」 (Trảm đao "Độn") Zantō Namakura)
Bảo đao thứ hai được thu hồi là thuộc sở hữu của Ginkaku Uneri. Nó là Bảo đao sắc bén nhất với khả năng cắt xuyên mọi thứ, trái ngược hoàn toàn với cái tên mỉa mai của nó, có nghĩa là "cùn". Nó cũng được chế tạo đặc biệt để không bị nóng ở tốc độ đáng kinh ngạc. Katana có hoa văn hình tam giác xung quanh chuôi kiếm và vỏ màu đen.
Thiên đao Tsurugi (千刀「剣」 (Thiên đao "Kiếm") Sentō Tsurugi)
Được coi là một thanh kiếm, nó thực sự bao gồm 1000 thanh kiếm, với 999 bản cuối cùng là bản sao đầu tiên, tất cả 1000 trong số đó thuộc sở hữu của Meisai Tsuruga. Nó có khả năng áp đảo kẻ thù bằng số lượng tuyệt đối. Điều làm cho chúng nổi bật là vỏ bọc màu đỏ của chúng. Tuy nhiên, mặc dù có vẻ ngoài giống hệt nhau, Shichika vẫn có thể xác định được thanh kiếm gốc.
Bạc đao Hari (薄刀「針」 (Bạc đao "Châm") Hakutō Hari)
Một Bảo đao cực mỏng theo tên của nó, có nghĩa là "cái kim", nó thuộc sở hữu của Hakuhei Sabi. Nó là lưỡi dao nhỏ nhất vì Bảo đao được làm bằng thủy tinh, mang lại cho nó trọng lượng nhẹ và khá mỏng manh nếu sử dụng không đúng cách. Vỏ và chuôi có màu trắng và trang trí hoa văn.
Tặc đao Yoroi (賊刀「鎧」 (Tặc đao "Khải") Zokutō Yoroi)
Một bộ áo giáp khổng lồ, nó thuộc sở hữu của Kanara Azekure. Nó là Bảo đao thiên về phòng thủ nhất với khả năng bảo vệ người dùng khỏi mọi thiệt hại, đặc biệt là chống lại các cuộc tấn công có đặc tính xuyên giáp. Thiết kế của nó dựa trên áo giáp phương Tây và nó có rất nhiều lưỡi dao xung quanh nó. Bộ giáp được trang trí với nhiều tham chiếu liên quan đến đại dương, như vỏ sò và mũ trụ dựa trên hình dáng một con cá voi.
Song đao Kanazuchi (双刀「鎚」 (Song đao "Chuy") Sōtō Kanazuchi)
Một thanh kiếm đá lớn, trông cùn, nó thuộc sở hữu của Konayuki Itezora. Nó cực kỳ nặng, có khả năng tạo ra một cái hố lớn chỉ bằng việc đánh rơi nó. Chỉ có Konayuki có khả năng cầm nó cực kỳ dễ dàng và nó có thể đè bẹp kẻ thù bằng trọng lượng của nó. Thanh kiếm cũng có thể được giữ bằng đầu của nó, và được sử dụng như một cây búa thay vào đó, không ngẫu nhiên mà được gọi là ''song đao''.
Ác đao Bita (悪刀「鐚」 (Ác đao "Á") Akutō Bita)
Một vũ khí nhỏ giống như kunai màu vàng, nó thuộc sở hữu của Nanami Yasuri. Nó giữ điện bên trong nó và được thiết kế với hình dạng của một tia sét. Nó là thanh kiếm quỷ quyệt nhất với khả năng cải lão hoàn đồng người dùng.
Vi đao Kanzashi (微刀「簪」 (Vi đao "Sai") Bitō Kanzashi)
Một con búp bê cơ khí đồng hồ bốn chân, chạy bằng năng lượng mặt trời dường như tự hoạt động. Nó có khả năng tự suy nghĩ và thích nghi với mọi tình huống. Nó mặc kimono và giày đen cao. Mỗi cánh tay của nó giữ một thanh kiếm, và một cái thêm được giấu trong miệng của nó. Ngoại hình của nó, được làm theo hình ảnh của người phụ nữ mà tác giả của nó yêu thích, thay đổi theo tình huống, khiến nó trở nên khá đe dọa.
Vương đao Nokogiri (王刀「鋸」 (Vương đao "Cưa") Ōtō Nokogiri)
Một thanh kiếm gỗ tương phản mạnh với danh hiệu "Vương đao", nó thuộc sở hữu của Zanki Kiguchi. Không giống như các Bảo kiếm khác, không có bất kỳ chất độc nào được tìm thấy trong Bảo đao của Shikizaki. Nó là Bảo đao tinh khiết nhất với khả năng chữa trị chất độc mà những thanh kiếm khác có trên người chủ của chúng. Một dấu hoa nhỏ và vệt màu vàng trên thanh kiếm xác định nó là Nokogiri.
Thành đao Hakari (誠刀「銓」 (Thành đao "Thuyên") Seitō Hakari)
Một thanh kiếm không có Bảo đao, nó thuộc sở hữu của Rinne Higaki. Bản thân Bảo đao không có nghĩa là "cắt" bất cứ ai ngoài chủ nhân của nó. Chuôi (tsuka) có màu đen và được trang trí với các hoa văn màu cam, và một vòng hoa bao quanh như người bảo vệ (tsuba). Nó là Bảo đao đáng tin cậy nhất với khả năng đo đếm lòng người.
Độc đao Mekki (毒刀「鍍」 (Độc đao "Độ") Dokutō Mekki)
Một thanh katana màu đen, lởm chởm được trang trí với các thiết kế ánh kim, thu được từ Houou Maniwa. Bảo đao cũng tỏa ra hào quang mây đen. Bảo đao này ban đầu không có chủ sở hữu vì nó được tìm thấy bên trong một ngọn lửa giống như pha lê trong hang động, bảo quản nó. Nó là Bảo đao độc nhất với khả năng làm mục ruỗng tâm trí người dùng. Bảo đao chứa một phần tinh thần của Shikizaki bên trong nó.
Viêm đao Jū (炎刀「銃」 (Viêm đao "Súng") Entō Jū)
Một cặp súng ngắn, một khẩu súng lục ổ quay sáu ngăn màu xanh và một khẩu súng bán tự động màu đỏ chứa mười một viên đạn, cả hai đều thuộc sở hữu của Công chúa Hitei và được sử dụng bởi hộ vệ của cô, Emonzaemon. Mỗi chiếc được trang trí với một bờm dài chảy với một hạt trên đầu của nó. Các khẩu súng dường như bắn một lượng đạn không giới hạn, vì Emonzaemon không được nhìn thấy nạp lại chúng ngay cả sau khi bắn hàng chục viên đạn.
Hư đao Yasuri (虚刀「鑢」 (Hư đao "Vô") Kyotō Yasuri)
Bản thân phong cách Kyōtōryu, như một phong cách tay trần được thành lập bởi tổ tiên của Shichika, Kazune Yasuri, cùng với Shikizaki. Trái ngược với mười hai thanh kiếm khác, được gắn nhãn là "Lưỡi tà kiếm hoàn hảo", Kyōtōryu được Shikizaki gọi là "Bảo đao tà đạo đã hoàn thành", vì Shichika đã "tự rèn" nó trong suốt hành trình của mình, như ý định của Shikizaki với việc tạo ra nó. Do bản chất của Kyōtōryu, thanh đao này về bản chất là đối nghịch với mười hai phần còn lại.

## Truyền thông

### Light novel
Loạt light novel do Nisio Isin thực hiện và Take minh họa. Kodansha đã xuất bản loạt tiểu thuyết này thẳng thành các tập dưới nhãn Kodansha Box từ tháng 1 đến tháng 12 năm 2007 với 12 tập chứ không đăng trên tạp chí. Sharp Point Press đã đăng ký bản quyền loạt tiểu thuyết này để phát hành tại Đài Loan và Hồng Kông.

### Drama CD
Một đĩa drama CD có tựa Original Drama CD Fumon-go (Towazugatari) (オリジナルドラマCD 不問語（トワズガタリ）) đã được thực hiện. Với năm nhân vật chính là Shichika, Togame, Nanami, Hitei Hime và Sōda Emonzaemon giới thiệu về bản thân, các diễn viên lồng tiếng đến từ nhóm lồng tiếng cho nhân vật trong bộ anime. Kodansha BOX đã phát hành đĩa này vào ngày 21 tháng 1 năm 2010 đính kèm với một cuốn sách hướng dẫn về tác phẩm.
Một bộ drama CD khác cũng đã được thực hiện khi bộ anime được phát sóng, được thực hiện dưới dạng kể chuyện đọc lại tiểu thuyết phát hành từ ngày 07 tháng 4 năm 2010 đến ngày 03 tháng 3 năm 2011 với 12 đĩa tương ứng với 12 tập. Các đĩa này cũng chứa bài hát kết thúc của 12 tập anime.

### Anime
White Fox đã thực hiện chuyển thể anime của tiểu thuyết và phát sóng tại Nhật Bản từ ngày 25 tháng 1 đến ngày 11 tháng 12 năm 2010 đồng thời trên các kênh Fuji TV, MBS và BS Fuji với lịch chiếu là mỗi tháng một tập và mỗi tập dài 50 phút. Nhà viết kịch bản Toba Hiroshi đã nói rằng "Do tiểu thuyết vốn được phát hành mỗi tháng một lần nên chúng tôi cũng muốn chương trình này được phát một lần trong mỗi tháng" và lý do để làm bộ anime có lịch chiếu khá đặc biệt này là vì "Giống như tiểu thuyết người xem sẽ nghiền ngẫm một tập trong một thời gian để biết hết chúng". Đây cũng là lần đầu tiên trong vòng 50 năm Fuji TV và MBS cùng hợp chiếu một chương trình. Nippon Ichi Software đã đăng ký bản quyền phiên bản tiếng Anh của bộ anime để tiến hành phân phối tại thị trường Bắc Mỹ.

### Âm nhạc
Bộ anime có 14 bài hát chủ đề, 2 mở đầu và 12 kết thúc. Bài hát mở đầu thứ nhất có tựa Meiya Kadenrō (冥夜花伝廊) do Kuribayashi Minami trình bày dùng trong tập 1 đến 7, đĩa đơn chứa bài hát đã phát hành vào ngày 27 tháng 1 năm 2010. Bài hát mở đầu thứ hai có tựa Katana to Saya (刀と鞘) do ALI PROJECT trình bày dùng trong tập 8 đến 12, đĩa đơn chứa bài hát đã phát hành vào ngày 27 tháng 8 năm 2010 với hai phiên bản giới hạn và bình thường, phiên bản giới hạn có đính kèm đĩa chứa đoạn phim ngắn trình bày nhạc phẩm. Mười hai bài hát kết thúc tương ứng với 12 tập là Tasogare no Gekka (誰そ彼の月華) do Teikoku Yousei trìnhh bày, Refulgence do Shoujobyo trìnhh bày, Senbon Sennyo no Hamari Uta (千本千女の刃毬唄) do Hata Aki trìnhh bày, Kyomu no Hana (虚無の華) do kukui trìnhh bày, Ai to Makoto (愛と誠) do Tamura Yukari trình bày, Yuki no Onna (雪ノ女) do ALI PROJECT trìnhh bày, Mayoigo Sagashi (迷い子さがし) do Nakahara Mai trình bày, Karakuri Nemuridan (からくり眠り談) do nomico trình bày, Akashi (証) do Annabel trình bày, Ina, to Hime wa Subete o Katarazu (否、と姫は全てを語らず) do Tomatsu Haruka trình bày, Bōrei-tachi yo Yabō no Hate ni Nemure (亡霊達よ野望の果てに眠れ) do Faylan trình bày, Toki Sude ni Hajimari o Kizamu (時すでに始まりを刻む) do Kuribayashi Minami trình bày. Các đĩa chứa các bài hát kết thúc đã phát hành dưới dạng đĩa đính kèm với các hộp phiên bản BD/DVD đặc biệt của bộ anime, các đĩa này cũng có chứa các đoạn drama và kể truyện. Hai album chứa các bài hát dùng trong bộ anime đã phát hành vào ngày 23 tháng 6 và ngày 22 tháng 12 năm 2010.
| Meiya Kadenrou (冥夜花伝廊) | Meiya Kadenrou (冥夜花伝廊)                                | Meiya Kadenrou (冥夜花伝廊) |
| STT                         | Nhan đề                                                    | Thời lượng                  |
| --------------------------- | ---------------------------------------------------------- | --------------------------- |
| 1.                          | "Meiya Kadenrou (冥夜花伝廊)"                              | 4:09                        |
| 2.                          | "Hohoemi no Kanata (微笑みの彼方)"                         | 5:16                        |
| 3.                          | "Meiya Kadenrou (off vocal) (冥夜花伝廊 (off vocal))"      | 4:08                        |
| 4.                          | "Hohoemi no Kanata (off vocal) (微笑みの彼方 (off vocal))" | 5:15                        |
| Tổng thời lượng:            | Tổng thời lượng:                                           | 18:48                       |

| Katana to Saya (刀と鞘) | Katana to Saya (刀と鞘)                                 | Katana to Saya (刀と鞘) |
| STT                     | Nhan đề                                                 | Thời lượng              |
| ----------------------- | ------------------------------------------------------- | ----------------------- |
| 1.                      | "Katana to Saya (刀と鞘)"                               | 4:38                    |
| 2.                      | "Haizakura (灰桜)"                                      | 4:22                    |
| 3.                      | "Katana to Saya (instrumental) (刀と鞘 (instrumental))" | 4:37                    |
| 4.                      | "Haizakura (instrumental) (灰桜 (instrumental))"        | 4:18                    |
| Tổng thời lượng:        | Tổng thời lượng:                                        | 17:55                   |

| Katanagatari Dai 1-kan Tokuten CD(刀語 第1巻 特典CD) | Katanagatari Dai 1-kan Tokuten CD(刀語 第1巻 特典CD)                                  | Katanagatari Dai 1-kan Tokuten CD(刀語 第1巻 特典CD) |
| STT                                                  | Nhan đề                                                                               | Thời lượng                                           |
| ---------------------------------------------------- | ------------------------------------------------------------------------------------- | ---------------------------------------------------- |
| 1.                                                   | "Tasogare no Gekka (誰そ彼の月華)"                                                    | 4:35                                                 |
| 2.                                                   | "Atogatari (あとがたり)"                                                              | 24:46                                                |
| 3.                                                   | "Katanagatari Daireiwa "Kyotou・Yasuri / Daiisshou" (刀語第零話 「虚刀・鑢/第一章」)" | 32:40                                                |
| Tổng thời lượng:                                     | Tổng thời lượng:                                                                      | 1:02:01                                              |

| Katanagatari Dai 2-kan Tokuten CD(刀語 第2巻 特典CD) | Katanagatari Dai 2-kan Tokuten CD(刀語 第2巻 特典CD)                                 | Katanagatari Dai 2-kan Tokuten CD(刀語 第2巻 特典CD) |
| STT                                                  | Nhan đề                                                                              | Thời lượng                                           |
| ---------------------------------------------------- | ------------------------------------------------------------------------------------ | ---------------------------------------------------- |
| 1.                                                   | "Refulgence"                                                                         | 4:11                                                 |
| 2.                                                   | "Atogatari (あとがたり)"                                                             | 21:49                                                |
| 3.                                                   | "Katanagatari Daireiwa "Kyotou・Yasuri / Dainishou" (刀語第零話「虚刀・鑢/第二章」)" | 33:52                                                |
| Tổng thời lượng:                                     | Tổng thời lượng:                                                                     | 59:52                                                |

| Katanagatari Dai 3-kan Tokuten CD(刀語 第3巻 特典CD) | Katanagatari Dai 3-kan Tokuten CD(刀語 第3巻 特典CD)                                  | Katanagatari Dai 3-kan Tokuten CD(刀語 第3巻 特典CD) |
| STT                                                  | Nhan đề                                                                               | Thời lượng                                           |
| ---------------------------------------------------- | ------------------------------------------------------------------------------------- | ---------------------------------------------------- |
| 1.                                                   | "Senbon Sennyo no Hamari Uta (千本千女の刃毬唄)"                                      | 5:17                                                 |
| 2.                                                   | "Atogatari (あとがたり)"                                                              | 22:25                                                |
| 3.                                                   | "Katanagatari Daireiwa "Kyotou・Yasuri / Daisanshou" (刀語第零話「虚刀・鑢/第三章」)" | 23:32                                                |
| Tổng thời lượng:                                     | Tổng thời lượng:                                                                      | 51:14                                                |

| Katanagatari Dai 4-kan Tokuten CD(刀語 第4巻 特典CD) | Katanagatari Dai 4-kan Tokuten CD(刀語 第4巻 特典CD)                                   | Katanagatari Dai 4-kan Tokuten CD(刀語 第4巻 特典CD) |
| STT                                                  | Nhan đề                                                                                | Thời lượng                                           |
| ---------------------------------------------------- | -------------------------------------------------------------------------------------- | ---------------------------------------------------- |
| 1.                                                   | "Kyomu no Hana (虚無の華)"                                                             | 5:13                                                 |
| 2.                                                   | "Atogatari (あとがたり)"                                                               | 21:05                                                |
| 3.                                                   | "Katanagatari Daireiwa "Kyotou・Yasuri / Daiyonshou" (刀語 第零話「虚刀・鑢/第四章」)" | 26:12                                                |
| Tổng thời lượng:                                     | Tổng thời lượng:                                                                       | 52:30                                                |

| Katanagatari Dai 5-kan Tokuten CD(刀語 第5巻 特典CD) | Katanagatari Dai 5-kan Tokuten CD(刀語 第5巻 特典CD)                                  | Katanagatari Dai 5-kan Tokuten CD(刀語 第5巻 特典CD) |
| STT                                                  | Nhan đề                                                                               | Thời lượng                                           |
| ---------------------------------------------------- | ------------------------------------------------------------------------------------- | ---------------------------------------------------- |
| 1.                                                   | "Ai to Makoto (愛と誠)"                                                               | 4:43                                                 |
| 2.                                                   | "Atogatari (あとがたり)"                                                              | 24:21                                                |
| 3.                                                   | "Katanagatari Daireiwa "Kyotou・Yasuri / Daigoshou" (刀語 第零話「虚刀・鑢/第五章」)" | 19:58                                                |
| Tổng thời lượng:                                     | Tổng thời lượng:                                                                      | 49:02                                                |

| Katanagatari Dai 6-kan Tokuten CD(刀語 第6巻 特典CD) | Katanagatari Dai 6-kan Tokuten CD(刀語 第6巻 特典CD)                                    | Katanagatari Dai 6-kan Tokuten CD(刀語 第6巻 特典CD) |
| STT                                                  | Nhan đề                                                                                 | Thời lượng                                           |
| ---------------------------------------------------- | --------------------------------------------------------------------------------------- | ---------------------------------------------------- |
| 1.                                                   | "Yuki no Onna (雪ノ女)"                                                                 | 4:44                                                 |
| 2.                                                   | "Atogatari (あとがたり)"                                                                | 29:07                                                |
| 3.                                                   | "Katanagatari Daireiwa "Kyotou・Yasuri / Dairokushou" (刀語 第零話「虚刀・鑢/第六章」)" | 24:36                                                |
| Tổng thời lượng:                                     | Tổng thời lượng:                                                                        | 58:27                                                |

| Katanagatari Dai 7-kan Tokuten CD(刀語 第7巻 特典CD) | Katanagatari Dai 7-kan Tokuten CD(刀語 第7巻 特典CD)                                    | Katanagatari Dai 7-kan Tokuten CD(刀語 第7巻 特典CD) |
| STT                                                  | Nhan đề                                                                                 | Thời lượng                                           |
| ---------------------------------------------------- | --------------------------------------------------------------------------------------- | ---------------------------------------------------- |
| 1.                                                   | "Mayoigo Sagashi (迷い子さがし)"                                                        | 4:16                                                 |
| 2.                                                   | "Atogatari (あとがたり)"                                                                | 18:28                                                |
| 3.                                                   | "Katanagatari Daireiwa "Kyotou・Yasuri / Dainanashou" (刀語 第零話「虚刀・鑢/第七章」)" | 22:19                                                |
| Tổng thời lượng:                                     | Tổng thời lượng:                                                                        | 45:03                                                |

| Katanagatari Dai 8-kan Tokuten CD(刀語 第8巻 特典CD) | Katanagatari Dai 8-kan Tokuten CD(刀語 第8巻 特典CD)                                   | Katanagatari Dai 8-kan Tokuten CD(刀語 第8巻 特典CD) |
| STT                                                  | Nhan đề                                                                                | Thời lượng                                           |
| ---------------------------------------------------- | -------------------------------------------------------------------------------------- | ---------------------------------------------------- |
| 1.                                                   | "Karakuri Nemuridan (からくり眠り談)"                                                  | 4:09                                                 |
| 2.                                                   | "Atogatari (あとがたり)"                                                               | 21:08                                                |
| 3.                                                   | "Katanagatari Daireiwa "Kyotou・Yasuri / Daihasshou" (刀語 第零話「虚刀・鑢/第八章」)" | 30:05                                                |
| Tổng thời lượng:                                     | Tổng thời lượng:                                                                       | 55:22                                                |

| Katanagatari Dai 9-kan Tokuten CD(刀語 第9巻 特典CD) | Katanagatari Dai 9-kan Tokuten CD(刀語 第9巻 特典CD)                                    | Katanagatari Dai 9-kan Tokuten CD(刀語 第9巻 特典CD) |
| STT                                                  | Nhan đề                                                                                 | Thời lượng                                           |
| ---------------------------------------------------- | --------------------------------------------------------------------------------------- | ---------------------------------------------------- |
| 1.                                                   | "Akashi (証)"                                                                           | 4:26                                                 |
| 2.                                                   | "Atogatari (あとがたり)"                                                                | 17:18                                                |
| 3.                                                   | "Katanagatari Daireiwa "Kyotou・Yasuri / Daikyuushou" (刀語 第零話「虚刀・鑢/第九章」)" | 24:10                                                |
| Tổng thời lượng:                                     | Tổng thời lượng:                                                                        | 45:54                                                |

| Katanagatari Dai 10-kan Tokuten CD(刀語 第10巻 特典CD) | Katanagatari Dai 10-kan Tokuten CD(刀語 第10巻 特典CD)                                 | Katanagatari Dai 10-kan Tokuten CD(刀語 第10巻 特典CD) |
| STT                                                    | Nhan đề                                                                                | Thời lượng                                             |
| ------------------------------------------------------ | -------------------------------------------------------------------------------------- | ------------------------------------------------------ |
| 1.                                                     | "Iya, to Hime wa Subete wo Katarazu (否、と姫は全てを語らず)"                          | 4:39                                                   |
| 2.                                                     | "Atogatari (あとがたり)"                                                               | 17:12                                                  |
| 3.                                                     | "Katanagatari Daireiwa "Kyotou・Yasuri / Daijisshou" (刀語 第零話「虚刀・鑢/第十章」)" | 21:45                                                  |
| Tổng thời lượng:                                       | Tổng thời lượng:                                                                       | 43:36                                                  |

| Katanagatari Dai 11-kan Tokuten CD(刀語 第11巻 特典CD) | Katanagatari Dai 11-kan Tokuten CD(刀語 第11巻 特典CD)                                     | Katanagatari Dai 11-kan Tokuten CD(刀語 第11巻 特典CD) |
| STT                                                    | Nhan đề                                                                                    | Thời lượng                                             |
| ------------------------------------------------------ | ------------------------------------------------------------------------------------------ | ------------------------------------------------------ |
| 1.                                                     | "Boureitachi yo Yabou no Hate ni Nemure (亡霊達よ野望の果てに眠れ)"                        | 3:45                                                   |
| 2.                                                     | "Atogatari (あとがたり)"                                                                   | 21:58                                                  |
| 3.                                                     | "Katanagatari Daireiwa "Kyotou・Yasuri / Daijuuisshou" (刀語 第零話「虚刀・鑢/第十一章」)" | 21:10                                                  |
| Tổng thời lượng:                                       | Tổng thời lượng:                                                                           | 46:53                                                  |

| Katanagatari Dai 12-kan Tokuten CD(刀語 第12巻 特典CD) | Katanagatari Dai 12-kan Tokuten CD(刀語 第12巻 特典CD)                                  | Katanagatari Dai 12-kan Tokuten CD(刀語 第12巻 特典CD) |
| STT                                                    | Nhan đề                                                                                 | Thời lượng                                             |
| ------------------------------------------------------ | --------------------------------------------------------------------------------------- | ------------------------------------------------------ |
| 1.                                                     | "Toki Sude ni Hajimari wo Kizamu (時すでに始まりを刻む)"                                | 4:09                                                   |
| 2.                                                     | "Atogatari (あとがたり)"                                                                | 35:23                                                  |
| 3.                                                     | "Katanagatari Daireiwa "Kyotou・Yasuri / Saishuushou" (刀語 第零話「虚刀・鑢/最終章」)" | 26:44                                                  |
| Tổng thời lượng:                                       | Tổng thời lượng:                                                                        | 1:06:16                                                |

| Katanagatari Gekichuu Gakkyokushuu Sono Ichi (刀語 劇中楽曲集 其ノ壱) | Katanagatari Gekichuu Gakkyokushuu Sono Ichi (刀語 劇中楽曲集 其ノ壱)                               | Katanagatari Gekichuu Gakkyokushuu Sono Ichi (刀語 劇中楽曲集 其ノ壱) |
| STT                                                                   | Nhan đề                                                                                             | Thời lượng                                                            |
| --------------------------------------------------------------------- | --------------------------------------------------------------------------------------------------- | --------------------------------------------------------------------- |
| 1.                                                                    | "Bahasa Palus"                                                                                      | 4:02                                                                  |
| 2.                                                                    | "Kiwamete ari gachi na... (極めてありがちな...)"                                                    | 2:31                                                                  |
| 3.                                                                    | "Togame (とがめ)"                                                                                   | 1:38                                                                  |
| 4.                                                                    | "Baion to Kanshou (倍音と干渉)"                                                                     | 2:35                                                                  |
| 5.                                                                    | "Negotiation"                                                                                       | 2:36                                                                  |
| 6.                                                                    | "Aware na Kamase inu Tachi ni Yoseru Banka (哀れな噛ませ犬達に寄せる挽歌)"                          | 2:25                                                                  |
| 7.                                                                    | "Tatakai You Ongaku 1 (戦い用音楽 1)"                                                               | 2:41                                                                  |
| 8.                                                                    | "Bem! Bem! Bem!"                                                                                    | 3:52                                                                  |
| 9.                                                                    | "Ore Datte Kataki no Musuko da (俺だって仇の息子だ)"                                                | 3:54                                                                  |
| 10.                                                                   | "Soprano sax to Gengaku Gassou no Tame no Bahasa Palus (ソプラノSaxと弦楽合奏のためのBahasa Palus)" | 2:47                                                                  |
| 11.                                                                   | "Oyakusoku 1 (お約束 1)"                                                                            | 3:14                                                                  |
| 12.                                                                   | "DUB TRIP"                                                                                          | 2:37                                                                  |
| 13.                                                                   | "Ao dai"                                                                                            | 3:12                                                                  |
| 14.                                                                   | "The castle in the desert"                                                                          | 3:05                                                                  |
| 15.                                                                   | "His wish is to die"                                                                                | 3:17                                                                  |
| 16.                                                                   | "Reisenotsu (零閃乙)"                                                                               | 3:46                                                                  |
| 17.                                                                   | "Sentouraku (千刀楽)"                                                                               | 2:48                                                                  |
| 18.                                                                   | "Kare to Kanojo no Himegoto (彼と彼女の秘め事)"                                                     | 2:36                                                                  |
| 19.                                                                   | "Damatte Shinu ka Shabette Shinu ka? (黙って死ぬか喋って死ぬか?)"                                   | 2:05                                                                  |
| 20.                                                                   | "Tanpopo no Tsumeawase (蒲公英の詰め合わせ)"                                                        | 4:31                                                                  |
| 21.                                                                   | "Nanami (七実)"                                                                                     | 4:12                                                                  |
| 22.                                                                   | "Gettouka (月刀歌)"                                                                                 | 3:57                                                                  |
| Tổng thời lượng:                                                      | Tổng thời lượng:                                                                                    | 1:08:21                                                               |

| Katanagatari Gekichuu Gakkyokushuu Sono Ni (刀語 劇中楽曲集 其ノ弐) | Katanagatari Gekichuu Gakkyokushuu Sono Ni (刀語 劇中楽曲集 其ノ弐)  | Katanagatari Gekichuu Gakkyokushuu Sono Ni (刀語 劇中楽曲集 其ノ弐) |
| STT                                                                 | Nhan đề                                                              | Thời lượng                                                          |
| ------------------------------------------------------------------- | -------------------------------------------------------------------- | ------------------------------------------------------------------- |
| 1.                                                                  | "Peacock blue eyes"                                                  | 4:12                                                                |
| 2.                                                                  | "Tetsukabuto kei Danshi (鉄兜系男子)"                                | 3:15                                                                |
| 3.                                                                  | "Douse Konnano ga Suki Desho? (どうせこんなのがスキでしょ?)"         | 2:16                                                                |
| 4.                                                                  | "☆Chindonya (☆珍丼屋)"                                               | 2:37                                                                |
| 5.                                                                  | "Kairiki Doujo (怪力童女)"                                           | 2:45                                                                |
| 6.                                                                  | "Kiwamete Okimari na... (極めてお決まりな...)"                       | 3:09                                                                |
| 7.                                                                  | "Her wish is to die too"                                             | 2:47                                                                |
| 8.                                                                  | "Ootori (鳳)"                                                        | 3:02                                                                |
| 9.                                                                  | "Bad lake"                                                           | 3:55                                                                |
| 10.                                                                 | "Hanetsuki Imouto (羽付妹)"                                          | 3:26                                                                |
| 11.                                                                 | "Lay back"                                                           | 3:38                                                                |
| 12.                                                                 | "Sonatine for flute & piano"                                         | 2:52                                                                |
| 13.                                                                 | "Death flag No1"                                                     | 4:08                                                                |
| 14.                                                                 | "Hannya Hara Mitta (般若波羅密多)"                                   | 2:47                                                                |
| 15.                                                                 | "☆Oikakete Dnb (☆追いかけてDnB)"                                     | 2:51                                                                |
| 16.                                                                 | "Death flag No2"                                                     | 1:10                                                                |
| 17.                                                                 | "Watashi ha Sonata ni Horetemo Yoika? (私はそなたに惚れても良いか?)" | 9:10                                                                |
| 18.                                                                 | "☆Last Battle"                                                       | 3:30                                                                |
| 19.                                                                 | "Bahasa Palus jazz'n mix"                                            | 3:57                                                                |
| 20.                                                                 | "With best wishes"                                                   | 3:32                                                                |
| Tổng thời lượng:                                                    | Tổng thời lượng:                                                     | 1:08:59                                                             |